# Gadiculus argenteus
Gadiculus argenteus é uma espécie de peixe pertencente à família Gadidae.
A autoridade científica da espécie é Guichenot, tendo sido descrita no ano de 1850.

## Portugal
Encontra-se presente em Portugal, onde é uma espécie nativa.
O seu nome comum é badejinho.

## Descrição
Trata-se de uma espécie marinha. Atinge os 12 cm de comprimento total, com base de indivíduos de sexo indeterminado.